# 黎伯興
黎伯興（15世紀—16世紀），字敬所，廣東廣州府番禺縣人，明朝政治人物。

## 生平
黎伯興祖先黎本盛是南宋的荊州長史，由雄州移居番禺市橋，他自小聰明有志向，因父親曾被權勢欺侮，故銳志學習，是正德十四年（1519年）己卯科廣東鄉試第七十三名舉人，授陸川知縣，剛到任就把奸吏和土豪置法，地方肅然。陞南康同知，府內有案件懸而未決，他審理後得知有豪強賄賂知縣誣陷平民，如實上報後豪強拿出五千兩賄賂，他嚴厲責罵對方，案件因此判定，再陞兩浙鹽運使，上奏革除危害人民的陋規銀以萬計，忤逆上級被彈劾回鄉。他到任每處以清慎廉正聞名，也愛民如子，任滿後人們總哭著送別，建遺愛碑、祀名宦祠，有詩文數卷燬於戰火。

## 引用
1. 1 2  同治《番禺縣志·卷三十八·列傳七》：黎伯興，字敬所 阮通志選舉表字作之，始祖本盛，宋末為荊州長史，由雄州遷廣，卜居市橋，伯興少明敏有志操，不與流俗伍，以父嘗見侮於權勢，已復為鄉里所輕，乃銳志力學，博究經籍，正德十四年舉於鄉，授陸川知縣，甫下車即訪奸蠹及土豪橫暴者置之法，治化肅然，擢南康同知，郡有獄久不決，委伯興鞫，廉得縣受豪賄故，坐平民狀具實上監司，豪復以五千金諂伯興，伯興叱之獄遂定；擢兩浙都鹽運使，議革病民陋規銀萬計，與上官忤被論歸，伯興所至以清慎廉正著聲，而愛民如子，每解任咸流涕送之，立遺愛碑祀名宦，有詩文數卷燬於火。子永正，字樗村，聰慧敦厚，與人交無城府，而寡迎送、絕干謁，取舍語默問常若凜凜，篤學嗜古，粵中紀載多經其校讐，善書得鍾王法，兼工篆隸諸體，嘉靖三十四年舉人。